# Rynek prognostyczny
Rynek prognostyczny (ang. prediction market, niem. Prognosemarkt) bardzo przypomina giełdę papierów wartościowych. Różni się od niej tym, że przedmiotem handlu są wyniki przyszłych zdarzeń (np. wyborów politycznych). Ponadto - co jest kluczowe - ceny kształtujące się na rynkach prognostycznych w toku gry giełdowej posiadają sprawdzony[przez kogo?] naukowo walor prognostyczny.
Platformą prezentacyjną i akcyjną tych rynków jest internet.
Rynki prognostyczne (lub informacyjne) zostały zapoczątkowane w USA, gdzie aktualnie działa kilka platform tego typu (giełda uniwersytetu Iowa, Hollywood Stock Exchange i inne).
U podstaw działania tego rodzaju narzędzi prognostycznych leży teza sformułowana przez austriackiego noblistę F.A. Hayeka głosząca, że rynek jest najlepszym medium agregującym rozproszoną informację.
W przełożeniu na współcześnie funkcjonujące rynki prognostyczne oznacza to, że np. wynik wyborów prezydenckich daje się lepiej przewidzieć na podstawie zagregowanych wypowiedzi zwykłych ludzi niż w oparciu o wypowiedzi uznanych fachowców, np. z dziedziny politologii.
Skuteczność takich rynków jest badana i niezwykle wysoka.